# Церковь Михаила Тверского (Тбилиси)
Церковь Михаила Тверского (груз. წმ. მიხეილ ტვერელის სახ. ეკლესია) — православный храм в Тбилиси, Грузия.

## История
Построена в 1911—1913 годах и освящена в честь святого князя Михаила Тверского (1271/1272 — 1318), небесного покровителя великого князя Михаила Александровича Романова (1878—1918)
Архитектор Иоганн Дицман.
В постройке церкви принимала участие Елизавета Воронцова-Дашкова.